# Trận Albert lần thứ nhất
Trận Albert lần thứ nhất là một trận đánh trên Mặt trận phía tây của cuộc Chiến tranh thế giới thứ nhất, diễn ra giữa Quân đội Pháp và Quân đội Đế quốc Đức từ ngày 25 tháng 9 cho đến ngày 29 tháng 9 năm 1914. Do vấp phải sự chống trả và phản công quyết liệt của quân Đức, quân Pháp phải chấm dứt tiến công trực diện và rút lui về phía sau Noyon, để lại khu vực này cho quân Đức.

## Sơ lược
Trận đánh Albert giữa Quân đội Pháp và Quân đội Đức là một phần của cái gọi là "Cuộc Chạy đua ra biển" - một loạt những cuộc tấn công và phản công của cả hai phe nhằm bọc sườn lẫn nhau trên vùng đất kéo dài từ sông Aisne cho đến bờ biển nước Pháp.
Cuộc tiến công của người Đức theo "Kế hoạch Schlieffen" đã bị chặn đứng cách Paris 30 dặm Anh trong trận sông Marne lần thứ nhất từ ngày 5 tháng 9 cho đến ngày 12 tháng 9 năm 1914. Trận Albert lần thứ nhất diễn ra sau trận sông Marne lần thứ nhất và cuộc phản kích của khối Hiệp Ước trong trận sông Aisne lần thứ nhất vào ngày 12 tháng 9 năm ấy. Tình hình cho thấy rằng một cuộc đột phá là khó thể xảy ra, thế rồi các lực lượng Đức và phe Hiệp Ước đã cố gắng bọc sườn nhau trong một vận động về hướng Bắc, gọi là "Chạy đua ra biển".
Tổng tư lệnh Quân đội Pháp là Joseph Joffre đã khơi mào vận động này khi ông ra lệnh cho Tướng Noël de Castelnau kéo Tập đoàn quân số 2 của mình về hướng Bắc qua sông Avre để tiến công cánh phải của quân Đức. Vào ngày 25 tháng 9 năm 1914, Castelnau phát động một cuộc tấn công "vỗ mặt" nhằm vào quân Đức tại Albert (về hướng Đông Nam Amiens). Tuy nhiên, quân Pháp đã vấp phải sự kháng cự quyết liệt của quân Đức< Dưới sự chỉ huy của Thái tử Rupprecht xứ Bayern, quân Đức cũng tổ chức những cuộc phản công dữ dội xung quanh Albert. Tập đoàn quân số 2 của Pháp phải thoái lui về phía sau Noyon, nhượng lại khu vực này cho người Đức và cầm cự trước những đợt công kích tiếp theo của quân Đức trong khi chờ quân tiếp viện từ Tập đoàn quân số 10 của Tướng Louis Mand'huy.
Nhìn chung, hai bên đều không thể đánh tạt sườn đối phương trong cái gọi là "Cuộc Chạy đua ra biển", chấm dứt mọi hy vọng về cuộc chiến tranh ngắn ngủi và dẫn đến tình trạng chiến tranh chiến hào kèm theo vận động hạn chế gắn liền với Mặt trận phía tây trong suốt ba năm sau đó.